# Faith (Céline Dion)
Faith è una canzone registrata dall'artista canadese Céline Dion, per il suo ottavo album in studio in lingua inglese, One Heart (2003). Il brano uscì il 27 ottobre 2003 come terzo singolo promozionale dell'album in Canada e il quinto singolo in assoluto. Faith è stato scritto e prodotto da Max Martin e Rami Yacoub. La versione remix prodotta dagli Original 3 (produttori dei remix del singolo One Heart) uscì come singolo radiofonico.

## Antefatti, composizione e contenuti
La canzone fu scritta, composta e prodotta da Max Martin e Rami Yacoub. Martin aveva già collaborato per la Dion nel 1999, quando scrisse That's the Way It Is, primo singolo del primo greatest hits in lingua inglese, All the Way... A Decade of Song (1999). Il 4 ottobre 2003, il sito web ufficiale di Céline Dion annunciò l'uscita di un nuovo singolo per le stazioni radio canadesi. Il 10 ottobre fu annunciato che un remix della traccia sarebbe stata disponibile su "TeamCeline".

## Recensioni da parte della critica
Elisabeth Vincetelli di Entertainment Weekly nella sua recensione di One Heart scrisse: "Le migliori qualità di One Heart sono incapsulate in Faith, una traccia di Martin che abbina un coro adunco con arrangiamenti pneumatici che attutiscono la stella senza schiacciarla. In definitiva, questo disco riguarda il canto, non la produzione o la scrittura."

## Successo commerciale
Il singolo, pur non essendo stato immesso sul mercato discografico ma distribuito soltanto per le stazioni radio canadesi, raggiunse la posizione numero 5 della classifica del Québec.

## Formati e tracce
CD Singolo Promo (Canada) (Columbia)
1. Faith (Original 3 Remix) – 3:42 (Max Martin, Rami Yacoub)
2. Faith (Album Version) – 3:42 (Martin, Rami)

## Classifiche
| Classifica (2003) | Posizione massima raggiunta |
| ----------------- | --------------------------- |
| Québec (ADISQ)    | 5                           |